# Велика Шимшурга
Велика Шимшурга́ (рос. Большая Шимшурга, марій. Кугу Шемшӱргӧ) — присілок у складі Новотор'яльського району Марій Ел, Росія. Входить до складу Пектубаєвського сільського поселення.

## Населення
Населення — 94 особи (2010; 64 у 2002).
Національний склад (станом на 2002 рік):
- марійці — 89 %